# Kriegerdenkmal (Eupen)

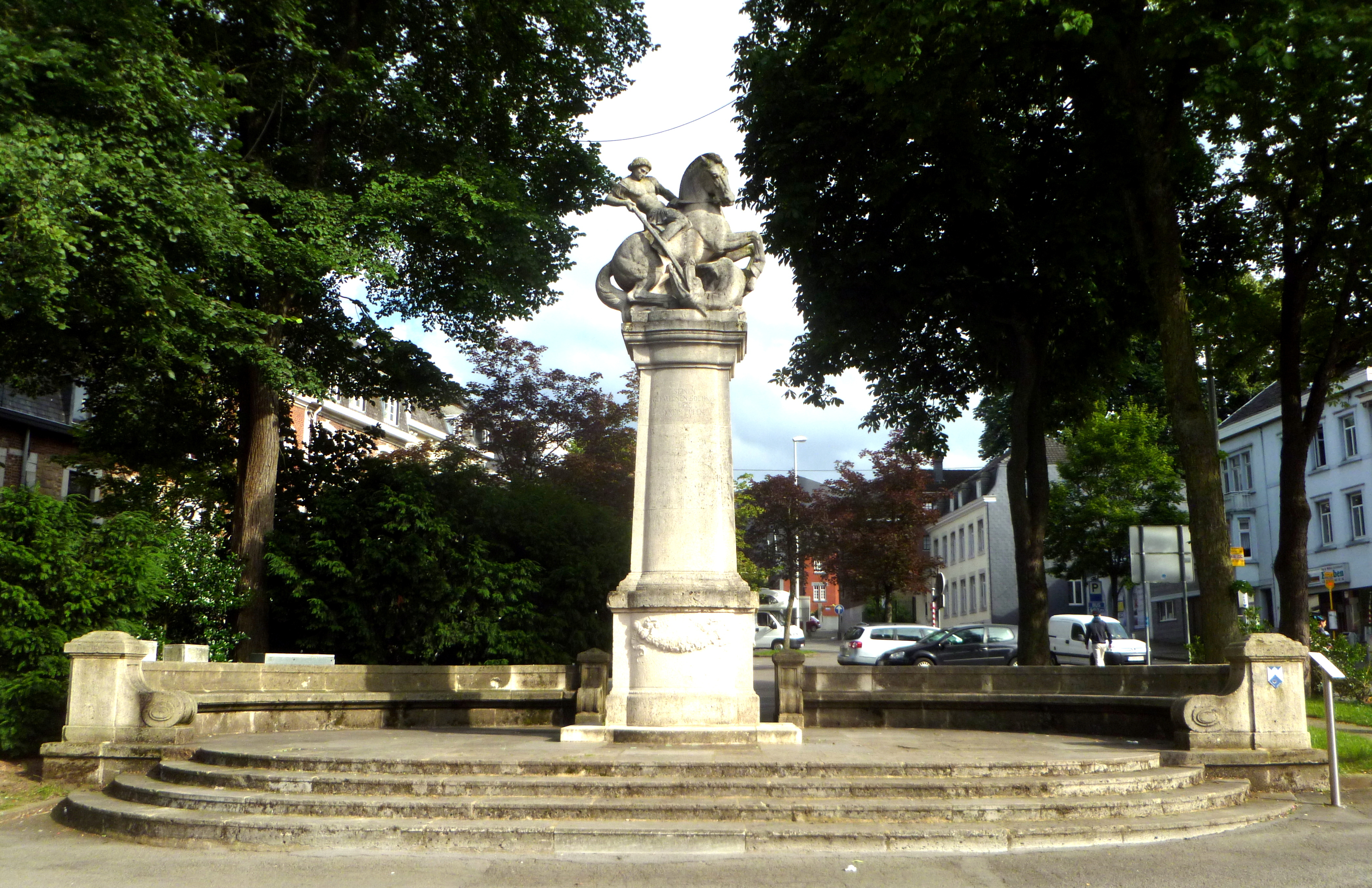
Kriegerdenkmal Eupen

Das Kriegerdenkmal in Eupen wurde zur Erinnerung an die Gefallenen aus dem Deutschen Krieg von 1866 und aus dem Deutsch-Französischen Krieg von 1870/1871 nach einem Entwurf des Münchner Bildhauers Rudolf Henn auf dem Werthplatz in der Oberstadt von Eupen errichtet und am 1. September 1912 eingeweiht.

## Geschichte

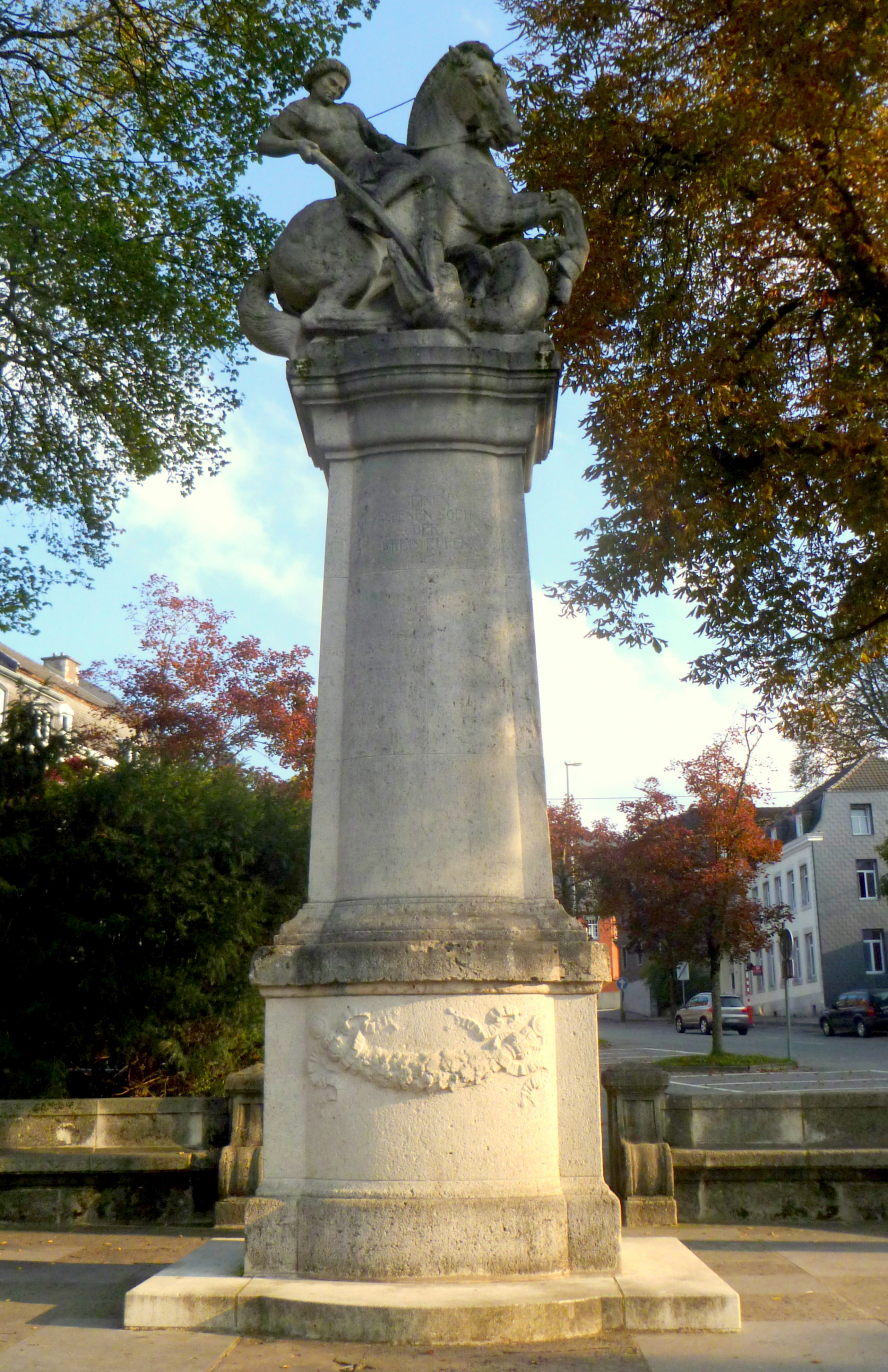
Kriegerdenkmal, Vorderseite
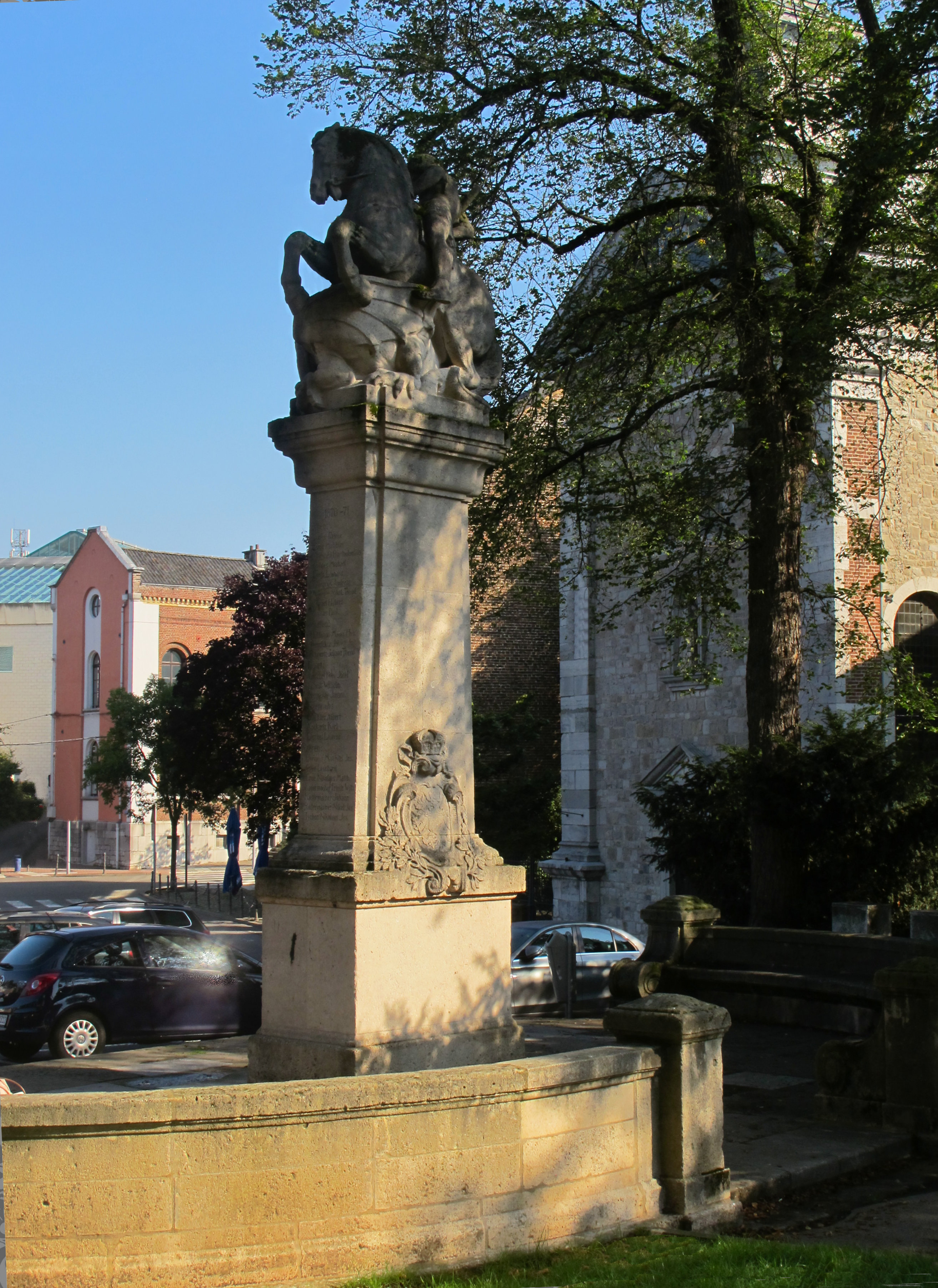
Kriegerdenkmal, Rückseite

Im Jahr 1911 beschloss der Stadtrat von Eupen nach langen Diskussionen mit der Bürgerschaft und dem Kreiskriegerverband, ein Denkmal zu Ehren der Gefallenen des Deutschen Krieges und des Deutsch-Französischen Krieges zu errichten. Meinungsverschiedenheiten entwickelten sich bezüglich des Standorts für das geplante Monument, wobei sich der räumlich größere und erst 1908 neu gestaltete Werthplatz gegenüber dem kleineren Marktplatz, der zentralen Klötzerbahn und weiteren Vorschlägen durchsetzte. Wenige Meter neben der Lambertuskapelle konnte schließlich in zentraler Lage das Denkmal nach einem Entwurf von Rudolf Henn errichtet werden, der sich in einem Wettbewerb unter 150 Teilnehmern aus dem In- und Ausland durchsetzen konnte.
Nach erfolgter Fertigstellung fand am 1. September 1912 die feierliche Einweihung statt. Zahlreiche noch lebende Veteranen des Krieges von 1870/1871 nahmen ebenso teil wie aktive Soldaten, über 50 in- und auswärtige Vereine und Kriegerverbände sowie zahlreiche Ehrengäste. Nach Festgottesdiensten in der katholischen St.-Nikolaus-Kirche und in der evangelischen Friedenskirche, einem großen Festzug durch die Stadt sowie einer Festrede des Landrats Walter The Losen auf dem Werthplatz wurde das Denkmal vom Kommandeur der 15. Division, Generalleutnant Julius Riemann, feierlich unter Böllerschüssen und mit dem Aufsteigen tausender Brieftauben enthüllt.
Ein vorgesehenes Schaufliegen von Ein- und Doppeldeckern über dem Platz musste aus technischen Gründen abgesagt werden. Nach der Einweihung wurde zu einem festlichen Bankett geladen und der Tag klang mit einer prächtigen Illumination aus.
In den folgenden Jahrzehnten erlitt das Denkmal Schäden durch Kriegseinwirkungen und Verwitterung und musste mehrfach instand gesetzt werden. Nachdem es im Jahr 2011 unter Denkmalschutz gestellt worden war, wurde es in den Jahren 2012/2013 mit Zuschüssen der Deutschsprachigen Gemeinschaft zum wiederholten Male umfangreich und zeitgemäß restauriert und am 15. September 2013 erneut eingeweiht.

## Denkmalbeschreibung

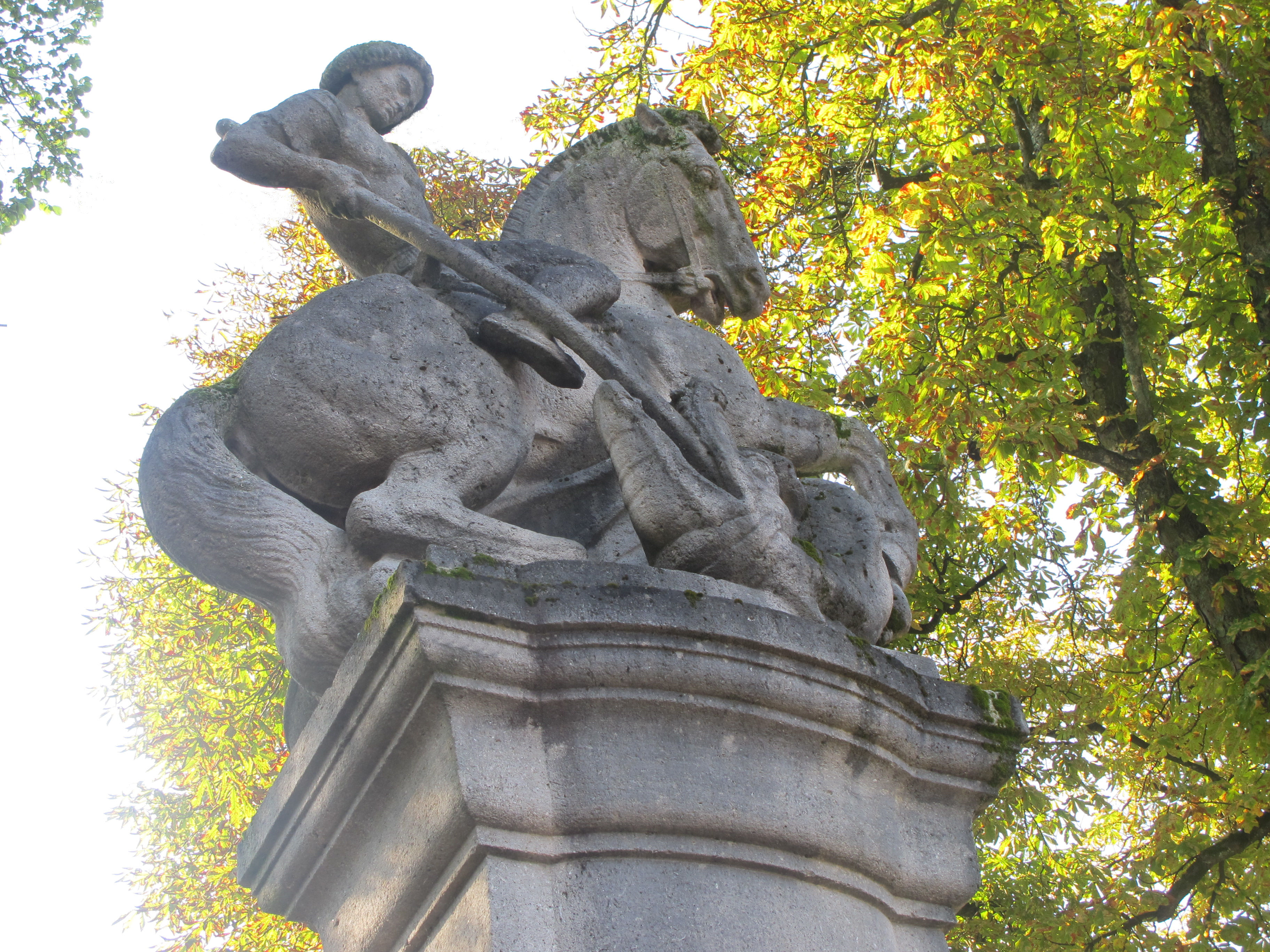
Reiterfigur hl. Georg

Das aus Naturstein hergestellte Denkmal hat eine Gesamthöhe von 9,50 m und steht auf einer halbkreisförmigen erhöhten Terrasse, die zum Werthplatz hin stufenförmig abfällt und rückseitig mit einer steinernen Brüstung mit Sitzbänken umgeben ist. Auf dem monumentalen hohen Sockel mt konvex ausschwingender Stirnseite steht die Reiterfigur des hl. Georg, der auf seinem Pferd den Drachen tötet. Die Vorderseite des Sockels ziert im unteren Bereich eine steinerne Girlande und im oberen Bereich die Inschrift: „Seinen gefallenen Söhnen – Der Kreis Eupen“. An der Rückseite der Säule ist das Wappen von Preußen aufgetragen und seitlich sind die Namen der Gefallenen von Eupen und Raeren der betreffenden Kriege eingehauen. In der Formgebung passte sich Henn der architektonischen Prägung des Platzes in jener Zeit an, trug aber auch dem neuzeitlichen Geschmack für Einfachheit und Klarheit Rechnung.
Das Fundament wurde von einem ortsansässigen Baugeschäft gelegt, den Steinblock für die Säule und das Reiterstandbild fertigte Henn in seiner Münchner Werkstatt. Eine Spedition schaffte schließlich die einzelnen Bauteile von München nach Eupen, wo sie zusammengesetzt wurden.

## Die Gefallenen

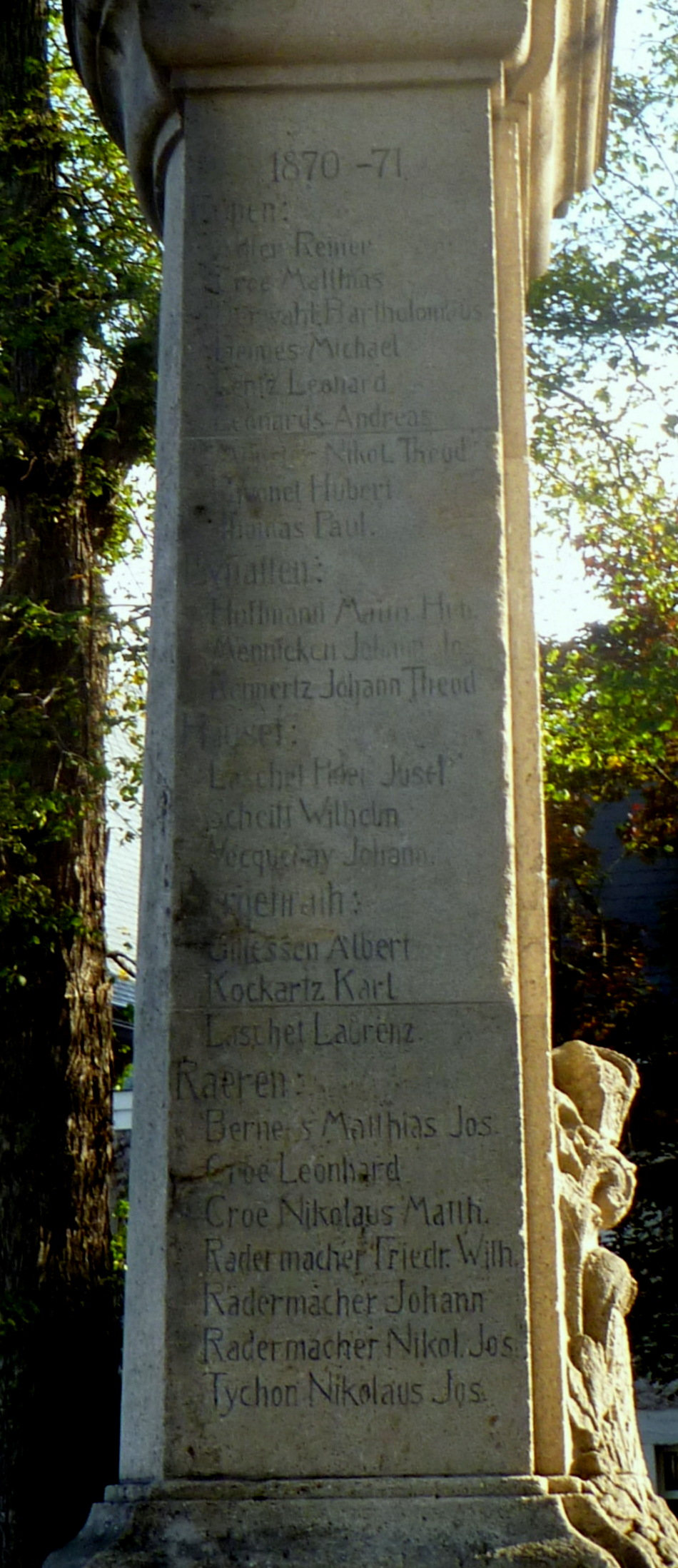
Inschriften Westseite

| - 1866 - Eupen: - Bartholomy, Friedrich - Bongs, Matthias - Brandts, Wilhelm - Heck, Wilhelm - Janclaes, Heinrich - Merlotte, Matthias - Radermacher, Hubert - Schmitz, Heinrich - Steffens, Josef - Raeren: - Emonts, Joh. Leonhard - Leyendecker, Hub. Jos. - Mennicken, Joh. Matth. - Pitz, Peter Josef | - 1870–71 - Eupen: - Adler, Reiner - Croe, Matthias - Derwahl, Bartholomäus - Hennes, Michael - Lentz, Leonhard - Leonards, Andreas - Münster, Nicol. Theod. - Pavonet, Hubert - Thomas, Paul - Eynatten: - Hoffmann, Matth. Hub. - Mennicken, Johann Jos. - Rennertz, Johann Theod. - Hauset: - Laschet, Peter Josef - Scheiff, Wilhelm - Vecquerey, Johann - Hergenrath: - Gillessen, Albert - Kockartz, Karl - Laschet, Laurenz - Raeren: - Berner, Matthias Jos. - Croe, Leonhard - Croe, Nikolaus Matth. - Radermacher, Friedr. Wilh. - Radermacher, Johann - Radermacher, Nicol. Jos. - Tychon, Nicolaus Jos. |